# Nureci
Nureci (sardinski: Nurèci) je grad i općina (comune) u pokrajini Oristanu u regiji Sardiniji, Italija. Nalazi se na nadmorskoj visini od 335 metara i ima 360 stanovnika.
 Prostire se na 12,87 km². Gustoća naseljenosti je 28 st/km².
Susjedne općine su: Assolo, Genoni, Laconi i Senis.